# Sumallo River
Der Sumallo River ist ein 29 km langer rechter Nebenfluss des Skagit River im Süden der kanadischen Provinz British Columbia.

## Flusslauf
Der Sumallo River entspringt am Nordhang des Mount Rideout (2445 m) in der Skagit Range, einem Gebirgskamm der Nördlichen Kaskadenkette. Er fließt anfangs 13 km nach Norden. Bei Sunshine Valley wendet er sich nach Südosten. Der British Columbia Highway 3 (Crowsnest Highway) folgt nun dem Flusslauf. Der Sumallo River mündet schließlich in den Skagit River. Die unteren 13 km liegen im Manning Provincial Park.

## Hydrologie
Der Sumallo River entwässert ein Areal von 210 km². Der mittlere Abfluss 2 km oberhalb der Mündung beträgt 8 m³/s. In den Monaten Mai und Juni führt der Fluss gewöhnlich die größten Wassermengen.